# Экрот, Петер
Петер Экрот (швед. Peter Ekroth; род. 2 апреля 1960) — шведский хоккеист и тренер.

## Биография
Дебютировал в хоккее в Молодёжной хоккейной лиге Квебека за команду «Корнуэлл Роялз» в 1977 году. С 1980 по 1982 год выступал в чемпионате Швеции за «Юргорден», с 1982 по 1988 — за «Сёдертелье». В 1985 году стал чемпионом Швеции, в 1986 году завоевал серебро. В 1986 году был выбран на драфте НХЛ командой «Детройт Ред Уингз».
В 1987 году сыграл 12 матчей в Американской хоккейной лиге за «Адирондак Ред Уингз». В 1988 году перешёл в команду первой шведской лиги «Вёстра Фрёлунда». Провёл в команде два сезона, вместе с клубом поднялся в элиту в сезоне 1988/89. С 1990 по 1992 год выступал за «Сёдертелье» . Всего в чемпионате Швеции с 1980 по 1992 год в высшей шведской лиге в регулярном сезоне провёл 305 матчей, забросил 56 шайб и отдал 93 голевые передачи, а в плей-офф сыграл 22 матча, 6 раз отметился забитыми шайбами и 4 раза ассистировал партнёрам при взятии ворот соперников.
С 1993 по 1997 выступал в низших дивизионах Швеции за команду «Оскарсхамн» (№ 5, под которым он играл, вывели из обращения). В 1997 году сыграл 18 матчей в чемпионате Германии за команду «Ратинген». Сезон 1997/98 начинал в четвёртой лиге Швеции за «Кальмар», в середине сезона присоединился к британской команде «Кардифф Дэвилз». В следующем сезоне стал победителем плей-офф Британской хоккейной суперлиги в составе валлийской команды. В сезоне 1999/00 работал помощником главного тренера «Кардиффа». С 2000 по 2002 год защищал цвета команд четвёртой шведской лиги, в 2002 году завершил карьеру игрока.
В сезоне 2003/04 возглавлял английскую команду «Лондон Рейсерз». С 2006 по 2008 год возглавлял команду третьей лиги Швеции «Вита Хёстен». С 4 сентября 2008 года по 31 мая 2009 года Петер Экрот возглавлял сборную Польши по хоккею с шайбой. В 2011 году работал тренером шведского клуба «Хёрадсбыгденс». В сезоне 2014/15 руководил командой как главный тренер. В апреле 2014 года возглавил польский хоккейный клуб «Автоматика» Гданьск. 30 ноября 2016 года покинул свой пост.